# Боен ан Вермандоа
Боен ан Вермандоа (фр. Bohain-en-Vermandois) је насељено место у Француској у региону Пикардија, у департману Ен (Пикардија).
По подацима из 2011. године у општини је живело 5921 становника, а густина насељености је износила 186,55 становника/km².

## Демографија
| 1962. | 1968. | 1975. | 1982. | 1990. | 2011. |
| ----- | ----- | ----- | ----- | ----- | ----- |
| 6.726 | 7.090 | 7.513 | 7.271 | 6.955 | 5.921 |